# Chiesa di San Giorgio Martire (Quartesana, Ferrara)
La chiesa di San Giorgio Martire è la parrocchiale di Quartesana, frazione di Ferrara. Fa parte del vicariato di San Giorgio dell'arcidiocesi di Ferrara-Comacchio e la sua costruzione risale al XII secolo.

## Storia
La prima chiesa dedicata a San Giorgio per la comunità di Quartesana venne edificata nel 1186. Aveva la facciata rivolta a sud, verso lo scomparso fiume Sandalo e fu voluta dal vescovo di Ferrara Tebaldo.
Venne sottoposta alla pieve della non lontana Contrapò ed ebbe dignità parrocchiale. Più tardi entrò a far parte del capitolo della cattedrale di Ferrara. La chiesa era già parrocchia nel 1290, come risulta da  un documento del Capitolo, che decretava la rimozione del parroco, in quanto non residente, mentre questi denunciava le difficoltà economiche del territorio. La chiesa ebbe nel 1434 la visita pastorale del beato Giovanni Tavelli.
Attorno al XVI secolo venne riedificata con maggiori dimensioni, con una sala divisa in tre navate ed una canonica separata dall'edificio della chiesa.
Di nuovo, due secoli più tardi, la sua pianta venne ingrandita con ampliamenti che riguardarono le cappelle laterali, la zona absidale e la sua cappella. Da quel momento venne dotata di due sacrestie.
Nel 1858 la facciata venne rifatta, utilizzando il tipico cotto ferrarese, e all'inizio del XX secolo la sacrestia sinistra venne rifatta.
Attorno alla fine del secolo si verificò un fenomeno di distacco in vari punti dell'abside e delle navate delle parti affrescate opera di maestri della scuola di Giotto.
Col nuovo secolo è stata restaurata la copertura del tetto.

## Descrizione
La facciata dell'edificio a capanna, tripartita da quattro lesene a colonna terminanti con capitelli e il timpano a croce, risale ai restauri del 1858. La parte centrale presenta il portale con pareste in muratura e una lastra sulla parte superiore, due aperture rettangolari, sono presenti nelle sezioni laterali.
Il campanile dall'altezza di 21 metri è precedente la chiesa, risalirebbe all'anno mille, presenta una conformazione muraria di notevole spessore, e quattro grandi aperture centinate sulla parte superiore. La sua origine, probabilmente, è di torre da guardia, guardesana, era un punto di riferimento per le barche che si spostavano sul fiume Sandalo che vi scorreva vicino. Secondo alcuni il nome della località nasce proprio da questa postazione di guardia, mentre per altri dal tributo della quarta parte del reddito che era dovuto dai suoi abitanti.
L'unica navata dell'aula conserva l'affresco risale al XIV secolo, che ha caratteristiche simili a quelli presente nell'abbazia di Pomposa raffigurante la  Madonna in trono, San Rocco e un donatore, nonché i Martìri dei santi Lorenzo e Sebastiano. Il crocifisso presente sull'altare omonimo, di ottima fattura è di ignora realizzazione e conserva la datazione 1521 sul legno della croce.